# 豊島区議会
豊島区議会（としまくぎかい）は、東京都豊島区の地方議会。

## 概要
- 定数：36人
- 任期：2023年5月1日 - 2027年4月30日
- 選挙区：区全体を1選挙区とする大選挙区制（単記非移譲式）
- 議長：池田裕一（自由民主党豊島区議団）
- 副議長：西山陽介（公明党豊島区議団）

## 会派
| 会派名                                 | 議員数 | 所属党派                         | 所属議員                                                                                             | 女性議員数 | 女性議員の比率(%) |
| -------------------------------------- | ------ | -------------------------------- | --- | ---------- | ----------------- |
| 自由民主党豊島区議団                   | 8      | 自由民主党                       | 芳賀竜朗（幹事長）、藤澤愛子（副幹事長）、池田裕一、井上幸一、磯一昭、竹下ひろみ、有里真穂、村上宇一 | 3          | 37.5              |
| 公明党豊島区議団                       | 7      | 公明党                           | 高橋佳代子（幹事長）、辻薫（副幹事長）、西山陽介、ふまミチ、根岸光洋、島村高彦、北岡あや子           | 3          | 42.86             |
| 立憲・れいわ・市民の会                 | 6      | 立憲民主党5・れいわ新選組1       | 川瀬さなえ（幹事長）、塚田ひさこ（副幹事長）、西崎ふうか、中山よしと、宮崎けい子、さくま一生         | 4          | 66.66             |
| 都民ファーストの会豊島区議団・民主の会 | 5      | 都民ファーストの会4・国民民主党1 | 細川正博（幹事長）、星京子（副幹事長）、中澤まさゆき、原田たかき、片岡きょうこ                       | 2          | 40                |
| 日本共産党豊島区議団                   | 5      | 日本共産党                       | 儀武さとる（幹事長）、小林ひろみ（副幹事長）、清水みちこ、森とおる、垣内信行                         | 2          | 40                |
| 維新・無所属の会                       | 4      | 日本維新の会2・無所属2           | ふるぼう知生（幹事長）、林二葉（副幹事長）、泉谷つよし、入江あゆみ                                   | 2          | 50                |
| 豊島区無所属元気の会                   | 1      | 無所属                           | 小林弘明                                                                                             | 0          | 0                 |
| 計                                     | 36     |                                  | | 16         | 44.44             |

（2023年6月16日現在）

## 議員報酬等
| 役職     | 報酬            | 政務活動費  |
| -------- | --------------- | ----------- |
| 議長     | 月額 89万4000円 | 月額 15万円 |
| 副議長   | 月額 78万0500円 | 月額 15万円 |
| 委員長   | 月額 64万4200円 | 月額 15万円 |
| 副委員長 | 月額 62万3000円 | 月額 15万円 |
| 議員     | 月額 60万3900円 | 月額 15万円 |

※別途、年2回期末手当あり

## 沿革
2019年
- 12月18日 - ジャーナリストの伊藤詩織が元TBS記者の山口敬之の性暴力ついて1100万円の損害賠償を求めた訴訟で、東京地裁は伊藤の訴えを認めて山口に330万円の支払いを命じた[4]。
- 12月20日 - 沓澤亮治は、伊藤の勝訴判決を受けて、「女性が社会的・経済的に攻撃できる判例が出た。恋をして結婚したい男女にとって非常に不利な判決」などとツイッターに投稿した[5]。この投稿に対し、区に「女性差別だ」などの苦情や意見が寄せられた（投稿は削除された）[6]。

2020年
- 2月12日 - 沓澤は議員協議会で「自分の考えを率直に述べた。しかし誤解を招いた」という趣旨の発言を行った[7]。
- 3月17日 - 沓澤の投稿に対して寄せられた苦情がきっかけとなり、日本共産党や立憲としま、豊島ネットなどは市議会に「あらゆる性暴力の根絶を目指す決議」案を提出。しかし賛成12に対し、自民、公明、都民ファーストの会・民主などの反対23で否決された[7]。これを受けて、性暴力の被害者の区民の女性が区議会に性暴力や差別発言に反対する意志を示し、対策指針を作ることなどを求める署名活動を展開することとなった。女性は約4000人の賛同署名を集め、区議会に請願した[5]。
- 6月16日 - 区議会は、都民ファーストの会区議団・民主の会と、公明党区議団が共同提案した「性暴力の根絶を目指す決議案」と「性犯罪に関する刑法規定の見直しを求める意見書案」を賛成多数で可決した[8]。
- 6月28日 - 沓澤は前述の請願について「氏名、住所は把握している」とツイッターに投稿[5]。
- 7月9日 - 請願者の女性は議会運営委員会で意見陳述し、沓澤の投稿について「身の危険を感じた。正式な形で声を上げた区民への抑圧だ」と訴えた[5]。

2022年
- 1月 - 前年の東京都議会議員選挙に豊島区選挙区から自民党公認で立候補した元都議の堀宏道が開いた政治資金パーティーをめぐり、警視庁は松下創一郎（自由民主党豊島区議団）と竹下広美（同）と同区部長8人を政治資金規正法違反容疑で書類送検した。松下と竹下は前年5月、区の職員に対し、堀の政治資金パーティーに5000円を支払って参加するよう、区の幹部らを通じて求めた疑いがある[9][10]。
- 3月24日 - 松下と竹下、総務部長と文化商工部長のあわせて4人が略式起訴された。区は記者会見を開き、職員に渡されたパーティーの案内状はおよそ100通にのぼることを明らかにした。松下と竹下は辞職願を提出した[11]。
- 3月25日 - 区議会は、松下と竹下の辞職願を許可した[9]。
- 5月24日 - 税金を原資とした政務活動費を私的に流用した疑いがかけられていた古堺稔人（立憲民主党としま）が死去[12]。3月末に古堺稔人は「政務活動費135万円のうち、約115万円は自分のカードローンの返済に充てました」と回答し、4月半ばに池袋警察署に出頭、警察から取り調べを受けていた[12]。
- 6月6日 - 有里真穂（自由民主党豊島区議団）が第26回参議院議員通常選挙へ立候補するため同日付で辞職。
- 6月12日 - 沓澤亮治（日本改革党）が第26回参議院議員通常選挙へ立候補するため同日付で辞職。
- 7月21日 - 警視庁が業務上横領容疑で古堺稔人元区議を被疑者死亡のまま書類送検していたことが21日に判明[13]。書類送検容疑は令和元年5月から同3年10月の間、豊島区議会立憲民主党会派の政務活動費から約700万円を横領、金は私的な住宅ローンやクレジットカードの返済などに充てたとみられている[13]。

2023年
- 1月20日 - 警視庁調布警察署は、元谷ゆりな（都民ファーストの会）の夫が高齢者からキャッシュカードを盗んだとして窃盗の疑いで逮捕したと発表し[14]、元谷は1月27日付で議員を辞職した[15]。

## 出身者
- 阿部静枝
- 石川大我（参議院議員）
- 本橋弘隆（東京都議会議員）